# تلفنی بیانچی

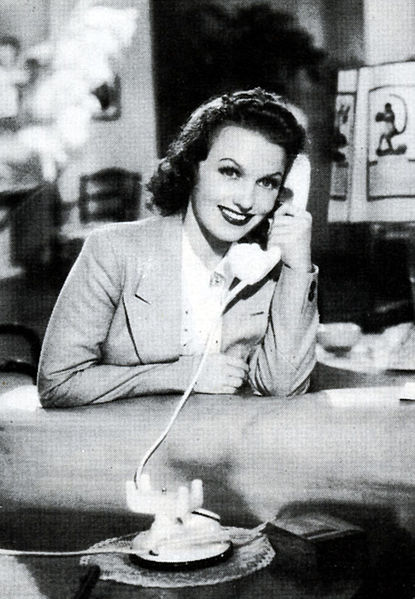
خانه شرم توسط مکس نویفد (۱۹۳۸)

فیلم‌های تلفنی بیانچی (انگلیسی: Telefoni Bianchi، تلفظ [teˈlɛ:foni ˈbjaŋki]؛ white telephones) یا تلفن‌های سفید که فیلم‌های دکو (انگلیسی: deco films) نیز نامیده می‌شوند، توسط صنعت فیلم ایتالیا در دهه ۱۹۳۰ و ۱۹۴۰ به تقلید از کمدی‌های آمریکایی آن زمان در تضاد شدید با سبک مهم دیگر آن دوره، کالیگرافیسم، که بسیار هنری بود، ساخته شدند. سینمای تلفنی بیانچی از موفقیت فیلم کمدی ایتالیایی اوایل دهه ۱۹۳۰ سربرآورد؛ این یک نسخه سرگرم‌کننده‌تر بود که از هرگونه روشنفکری یا انتقاد اجتماعی بَری شده بود.

## نام
این نام از حضور تلفن‌های سفید در سکانس‌های اولین فیلم‌های تولیدشده در این دوره گرفته شده‌است، نشانه‌ای از رفاه اجتماعی، نمادی از وضعیتی است که قادر به نشان دادن تفاوت با تلفن‌های رایجِ از جنس باکالیت، که ارزان‌تر و در نتیجه گسترده‌تر، اما در عوض سیاه‌رنگ بودند، است. تعریف دیگری که برای این فیلم‌ها ارائه می‌شود، «سینمای دکو» (انگلیسی: deco cinema) است که به دلیل وجود اثاثیه‌ای است که سبک بین‌المللی دکو را به یاد می‌آورد، و در آن سال‌ها مرسوم بود.

## چهره‌های اصلی

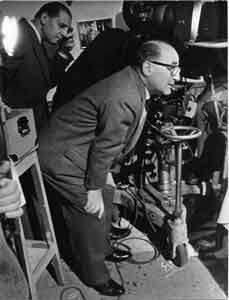
ماریو کامرینی

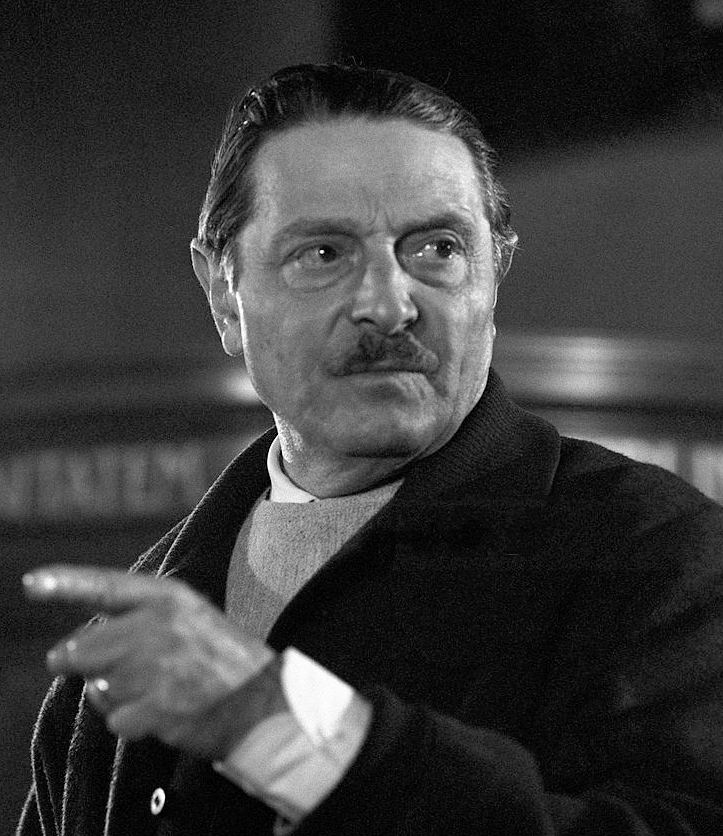
آلساندرو بلازتی

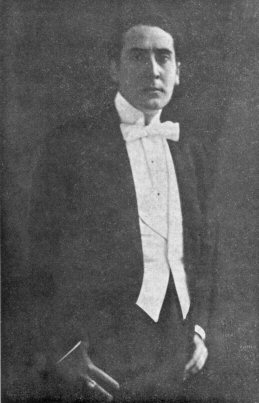
ماریو بنارد

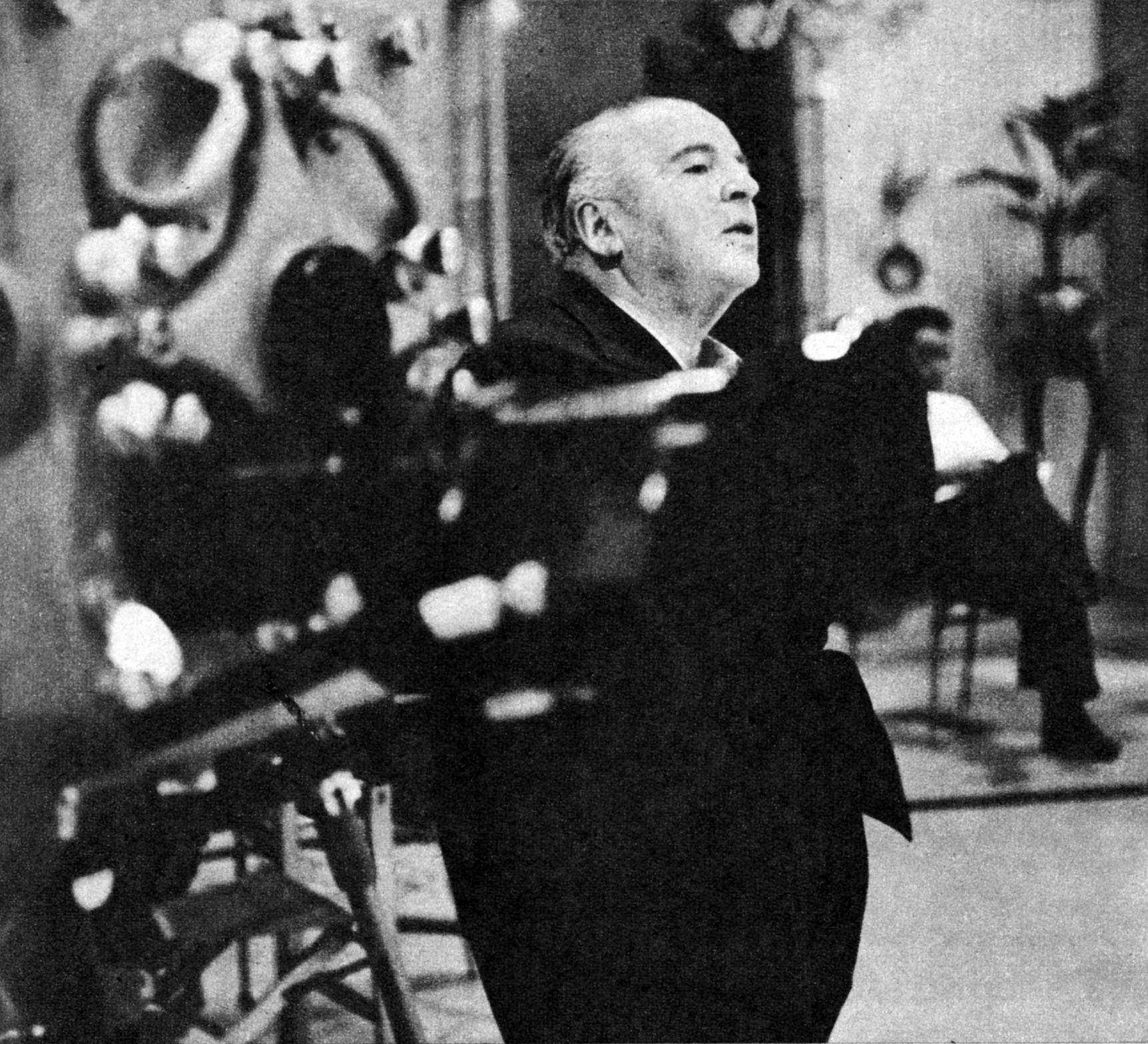
ماریو ماتولی

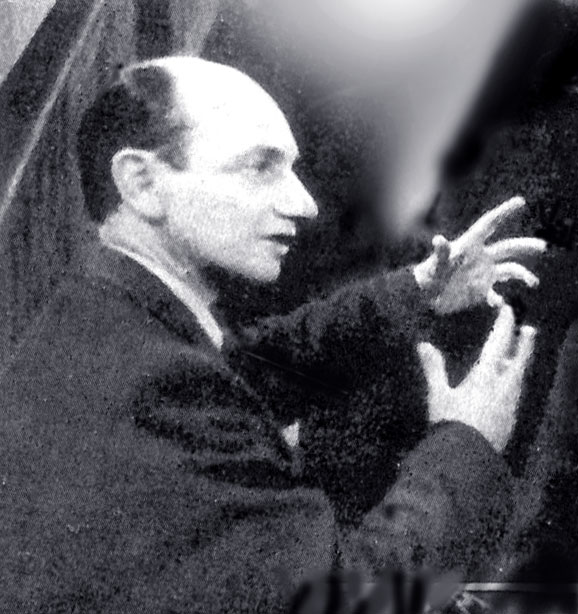
کارلو لودوویکو براگالیا

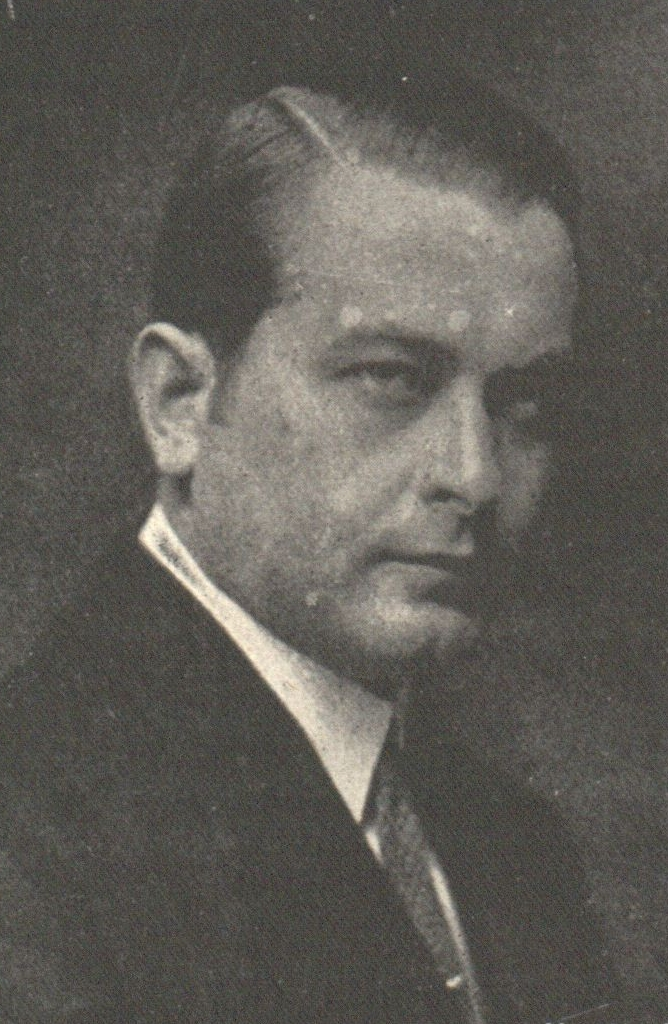
مکس نویفد

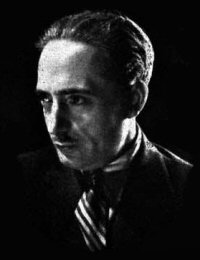
جنارو ریگلی

از جمله کارگردانان مرتبط با این سبک عبارتند از: ماریو کامرینی، آلساندرو بلازتی، ماریو بنارد، ماریو ماتولی، کارلو لودوویکو براگالیا، مکس نویفد، و جنارو ریگلی. در میان بازیگران مرد و زن: کاترینا بوراتو، آسیا نوریس، چسکو بازه‌جو، السا مرلینی، روسانو براتسی، کلارا کالامی، لیلیا سیلوی، ورا کارمی، جینو چروی، والنتینا کورتزه، ویتوریو دسیکا، دوریس دورانتی، لوئیزا فریدا، فوسکو جاکتی، آمدئو ناتزاری، آلیدا والی، کارلو کامپانینی، و ککو ریسونه.

## فیلم‌های قابل‌توجه
- شبی با تو، توسط فروچو بیانچینی (۱۹۳۲)
- سه آرزو، توسط جورجو فرونی (۱۹۳۷)
- ما هفت خواهر بودیم، توسط نونتسیو مالاسوما (۱۹۳۹)
- پشت‌صحنه، توسط آلساندرو بلازتی (۱۹۳۹)
- فروشگاه بزرگ، توسط ماریو کامرینی (۱۹۳۹)
- صدای بی رخ، توسط جنارو ریگلی (۱۹۳۹)
- خداحافظ جوانی، توسط فردیناندو ماریا پوجولی (۱۹۴۰)
- رزهای قرمز، توسط جوزپه آماتو و ویتوریو دسیکا (۱۹۴۰)
- مادالنا، نمره اخلاق صفر، توسط ویتوریو دسیکا (۱۹۴۰)
- میخانه سرخ، توسط مکس نویفد (۱۹۴۰)
- به من نگو!، توسط ماریو ماتولی (۱۹۴۰)
- شهبانوی ناوارا، توسط کارمینه گالونه (۱۹۴۲)